# Biserica „Sfinții Apostoli Petru și Pavel” din Brătușeni
Biserica Sfinților Apostoli Petru și Pavel este o biserică creștin-ortodoxă de la sfârșitul secolului al XIX-lea din satul Brătușeni, raionul Edineț. Monumentul este unul dintre exemplele influenței târzii a arhitecturii cultului din lemn asupra pietrei. Este un monument de arhitectură de importanță locală, inclus în Registrul monumentelor ocrotite de stat din Republica Moldova.

## Localizare
Biserica este situată în centrul satului Brătușeni, la aproximativ 195 km nord de Chișinău.

## Istorie
Până a fi înalța biserica din sat, enoriașii din Brătușeni mergeau să se roage la biserica „Sf. Ierarh Nicolae” din satul vecin, Cupcini. La începutul secolului a XIX-lea a fost o intenție de a ridica o biserică la Brătușeni. În acest scop, la 16 iunie 1822, aici, a fost transferat de la biserica din tul Păscăuți, județul Hotin, preotul Ioan Evtușinschi. Peste câțiva ani, în cererea din 5 martie 1829, cucernicul părinte se plângea ierarhului Basarabiei că momentul numirii sale în fruntea parohiei,, …propretarul Iordache Gafencu a promis să construiască biserică în acest sat, însă peste doi ani a deceda. M-am adresat de mai multe ori copiilor proprietarului, dar încă nu a început adunarea materialelo pentru construcția bisericii. Deoarece la această parohie fără biserică mă aflu din 1822, rog să fiu transferat în altă parohie". Arhiepiscopul Dimitrie Sulima emite un ordin prin care dispunea ca preotul Ioan Evtușinschi să fie transferat la biserica din satul Belousovka, ținutul Hotin, iar parohia Brătușeni să fie inclusă în componența parohiei Cupcini.
În 1873 în satul Brătușeni a fost construită biserica din piatră cu hramul sfinților Petru și Pavel, care a fost sfințită la 1 octombrie al aceluiași an. Ctitorul ei a fost Petru Kuziminschii, soțul Anei Nicolai Gafenco, credincios creștin–ortodox care a fost înmormântat în apropierea acestui lăcaș de cult. Primul preot paroh al bisericii în satul Brătușeni a fost Elisei Gheorghianov. În 1878 lângă biserică a fost deschisă școala parohială sub conducerea lui Fiodor Koșera. După ieșire la pensie a lui Elisei în 1911, conducătorul școlii parohiale din Brătușeni a fost numit fiul său Nil Gheorghianov. El a slujit până în 1919. În 1906 sub conducerea Anei Kuzminsc în interiorul bisericii s-a făcut repareție. În perioada interbelică în biserice din Brătușeni a lucrat Mitrofan Polanschi, absolventul seminarului duhovnesc, venit din judențul Hotin în 1919 și Ioan Simașchevici, la fel venit din judențul Hotin. Ultimul a ieșit la pensie din cauza sănătății la 1 martie 1940.
La 1 iunie 1940 după decizia Ministerului №23440 a fost înfiițată în satul Brătușenii Noi parohia, judențul Bălți, în așa fel, parohia satului Brătușeni a fost despărțită (fără măriua bugetului). Din 1945 până în 1953 în biserica din Brătușeni a flujit părintele Ioan Teodor Plăcintă, dar din 1954 — Mihail Nicolaevici Mihailiuc. După închiderea în 1960 a bisericii în numele Petru și Pavel de către puterea comunistă în interiorul acestei clădiri în 1963, au făcut galerie de tablouri. În această clădire locuitorii satului puteu să facă cunoștință cu tablourilepintorilor V.V. Șerbacov, A.A. Vasiliev și alții. Să vadă epozițiile artei plastice din Moldova, expoziții pe teme ateiste și patriotice  (“De strajă patriei”, “Republica noastră”).  În anul 1990 s-a deschis din nou biserica. După reaparație biserica a fost sfințită la 5 decembrie 1995 de către mitropolitul Chișinăului și a întregii Moldove Vladimir. În capul parohiei era protoereul Vasile Iarovoi. Din 2011-2016 în biserica activau trei preți: Vasilie Iarovoi, Victor Babisanda, Serghei Grosu. Din 2017 au rămas în biserică primii doi preoți. Din 2023 ștarețul bisericii Petru și Pavel este poroerul Victor Babisanda. Pe lângă biserică activează Școala Duminicală, care a început să activeze din 2012.

## Arhitectura
Din punct de vedere arhitectural biserica din Brătușeni are forma crucii cu trei noveluri a clopotniței. În perioada interbelică avea 19 metri lungime și 11,5 metri lățime, 8 ferestre și șase clope cu greutatea de la 200 până la 32 de kg. Biserica a fost îngrădită din zid de piatră și avea 18 ha de pământ. În 2012 a început reconstrucția capitală a bisericii întărirea fundamentului, tincuială  pereților interior și exterior, schimbarea tatală a acoperișului, cupolelor, ferestrilor, ușilor, elictricitatea, încălzirea cu gaz natural. În urma acstor reparații biserica și-a schimbat exteriorul.

## Valoare istorică
Influența arhitecturii din lemn asupra pietrei se remarcă în special pe templele corturilor din piatră, care este templul Sfinților Apostoli Petru și Pavel. (Deși există numeroase dispute în știință cu privire la faptul dacă corturile de piatră provin din cele din lemn sau invers). Monumentul are semnificație națională și este înscris în Registrul Monumentelor din Republica Moldova protejat de stat.

## Galerie

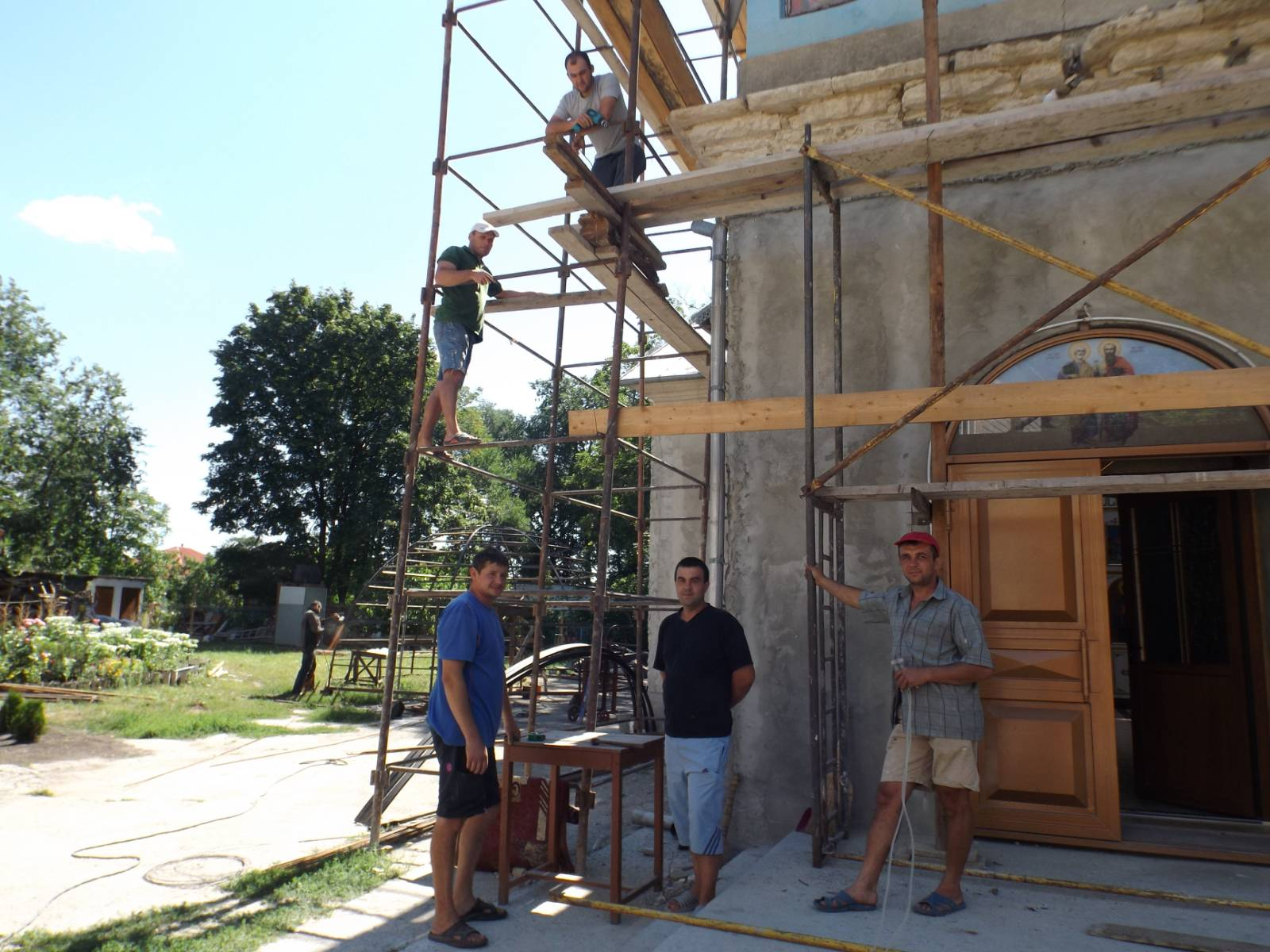
Biserica în timpul reparației. Fotografie 2017
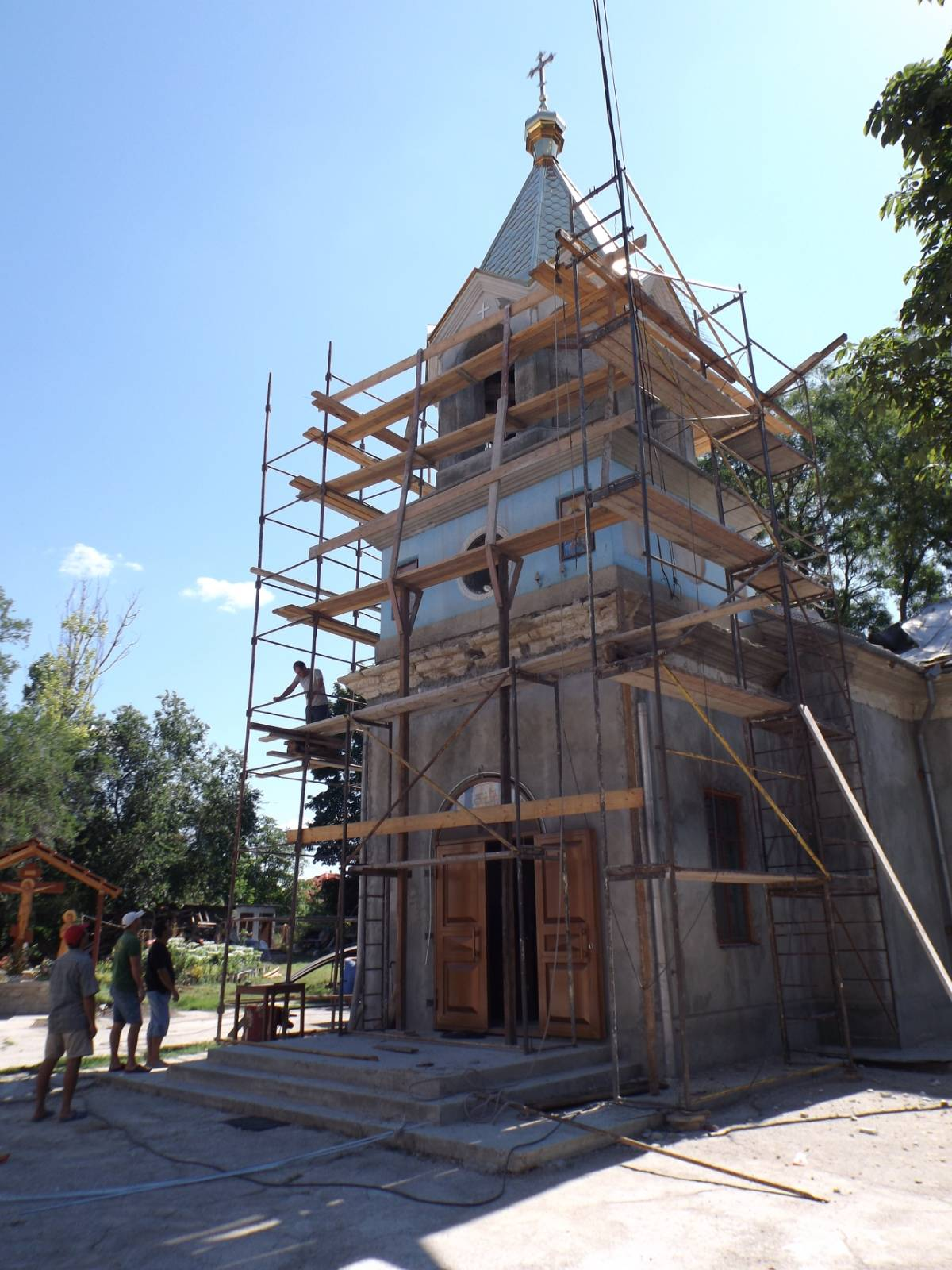
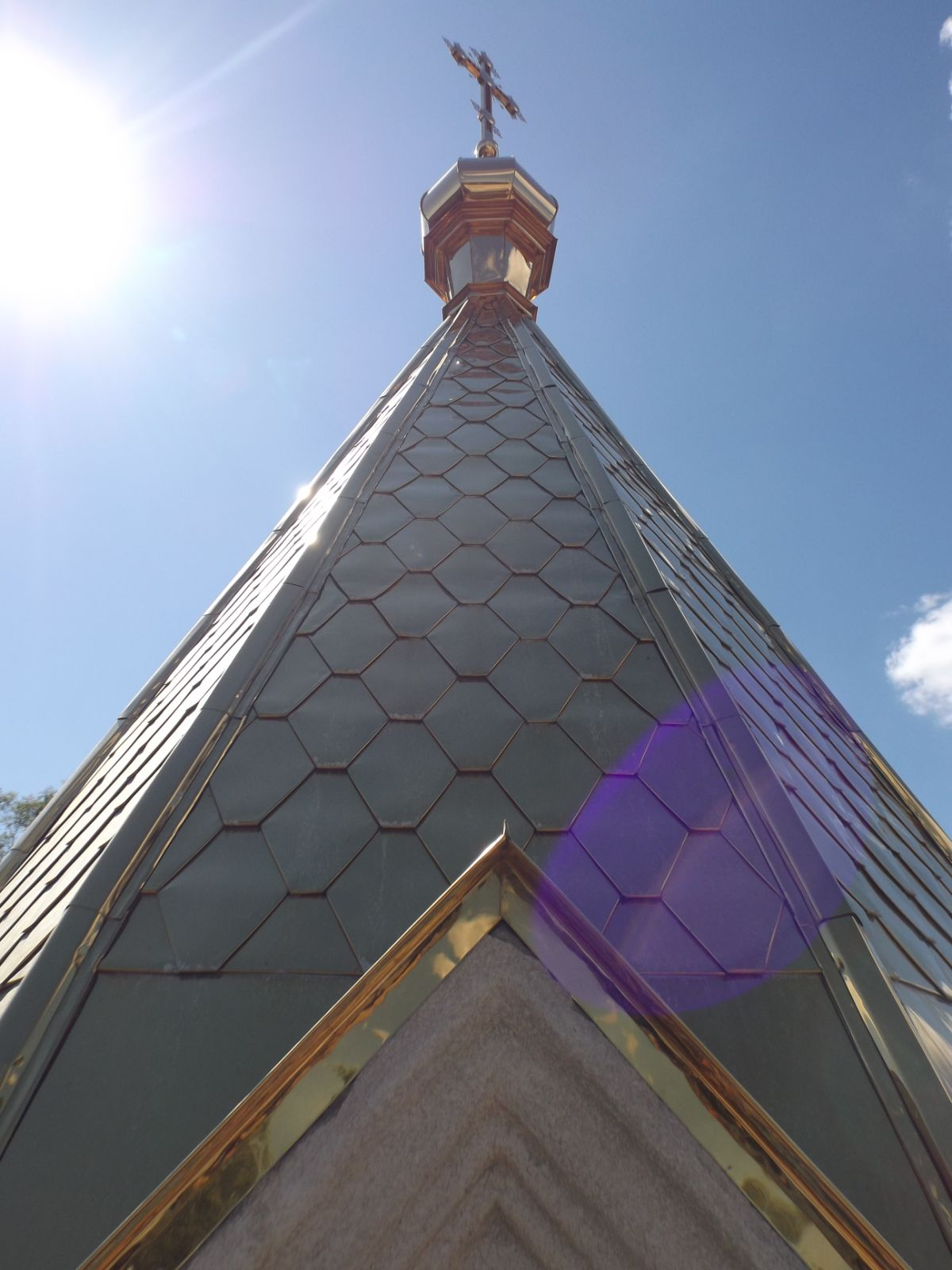
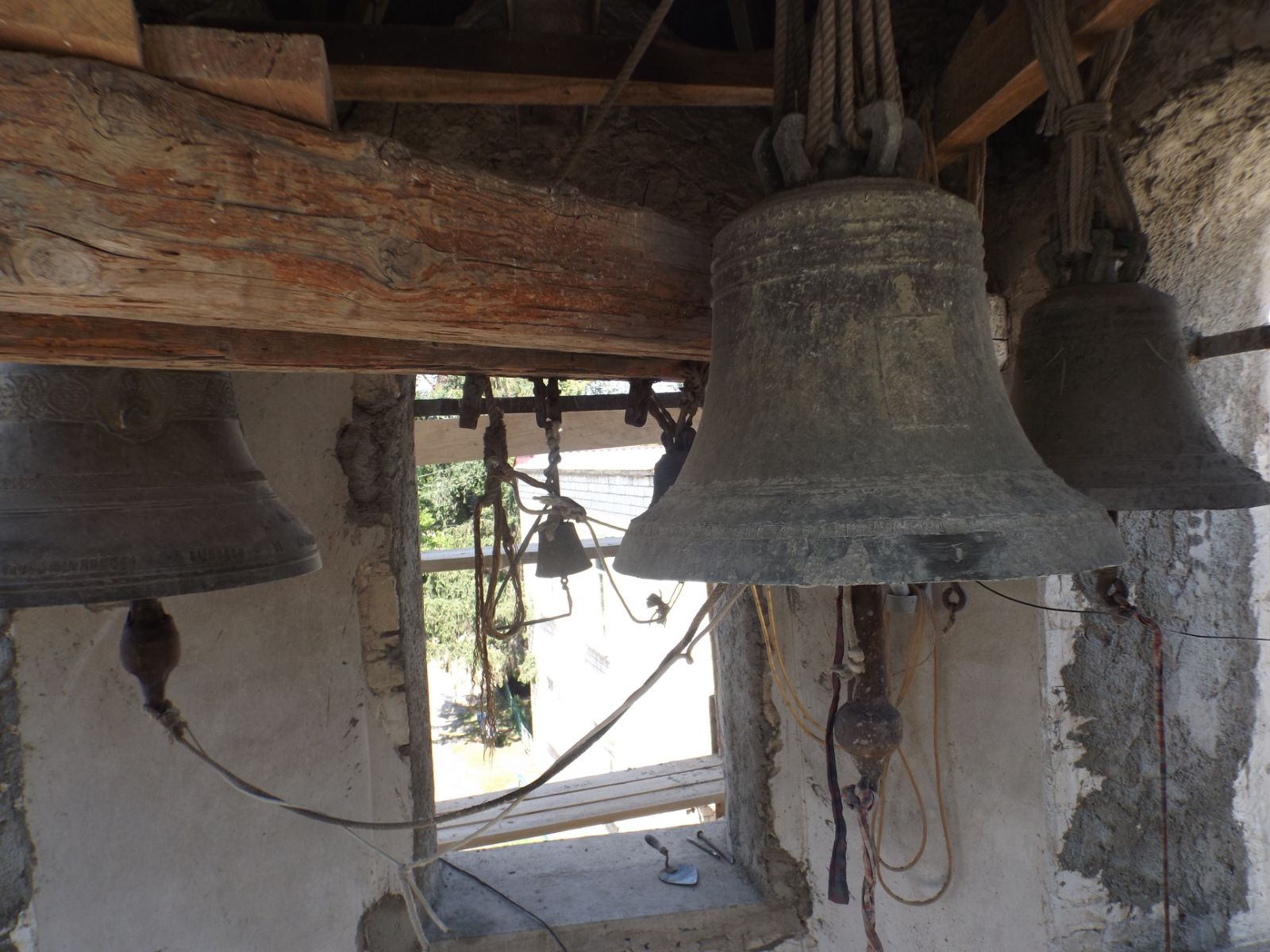
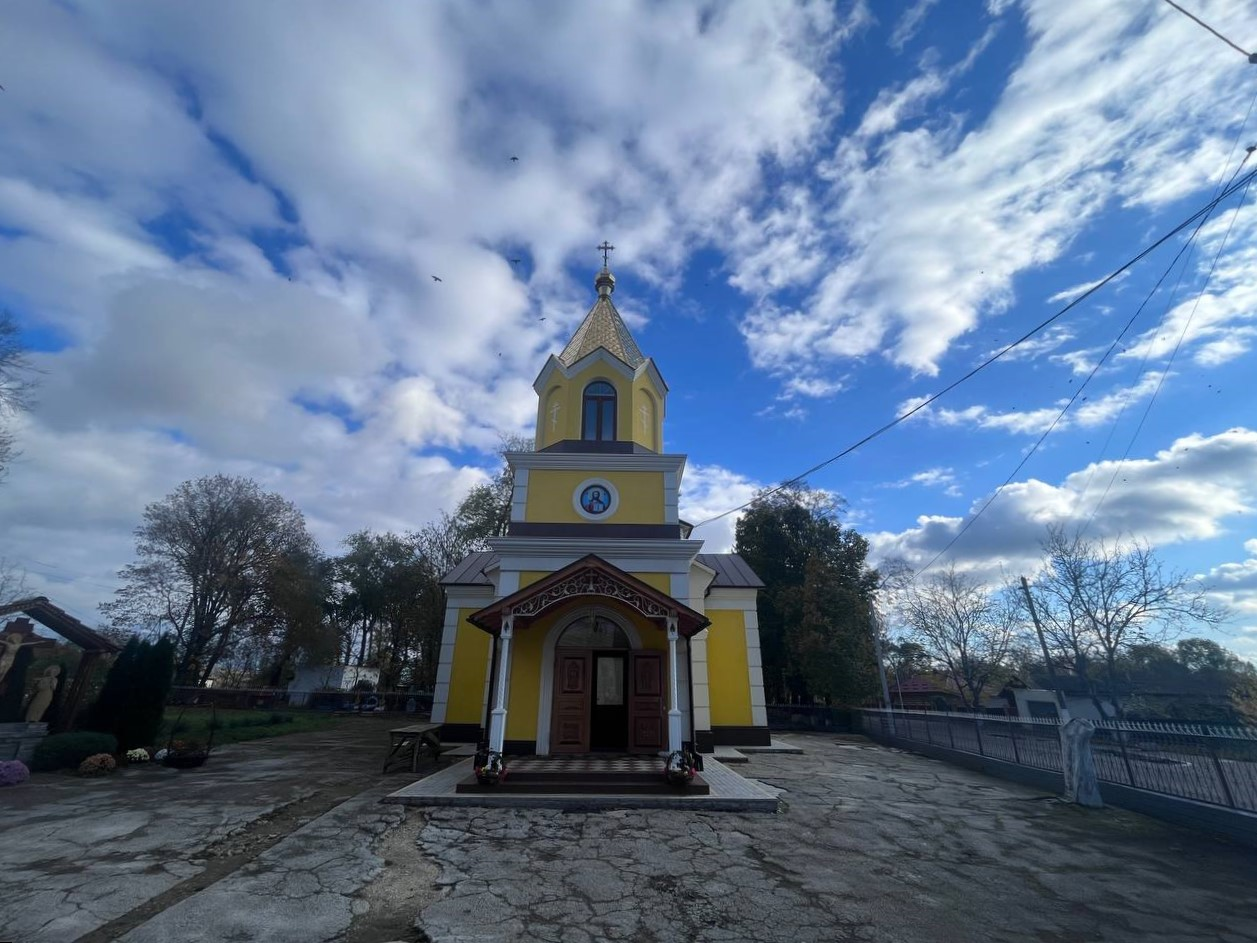
Biserica după reparație. Fotografie 2023
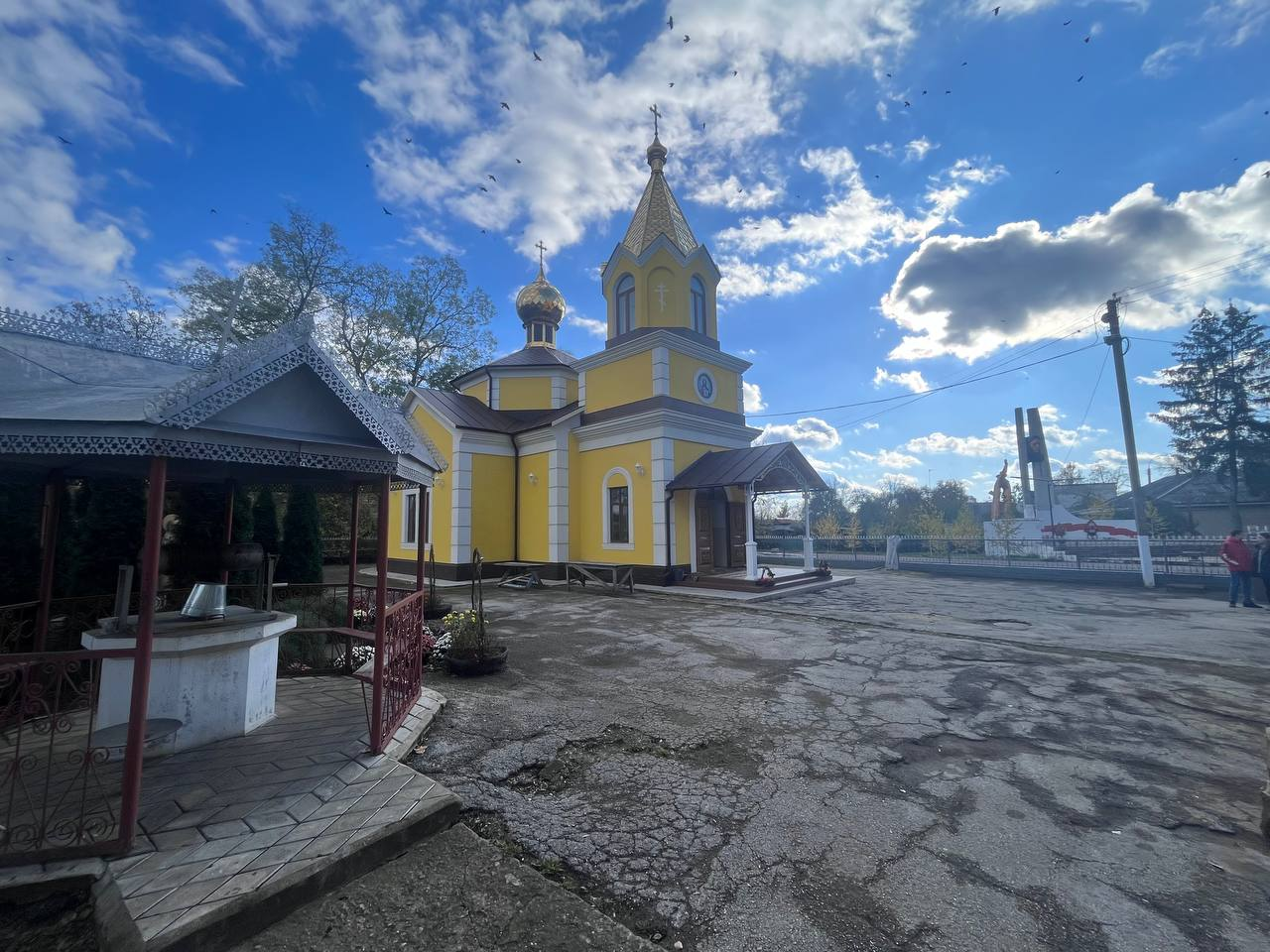
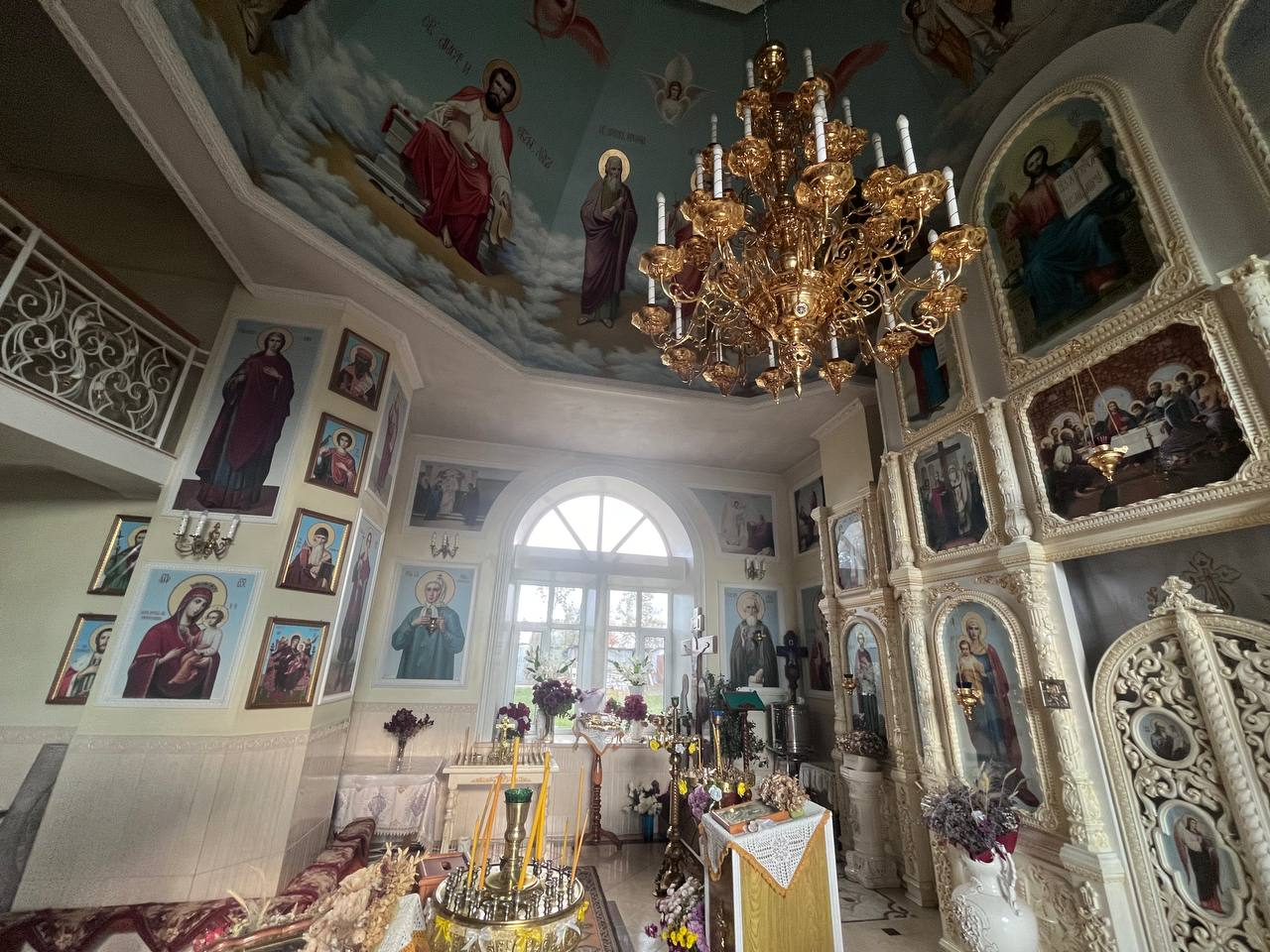
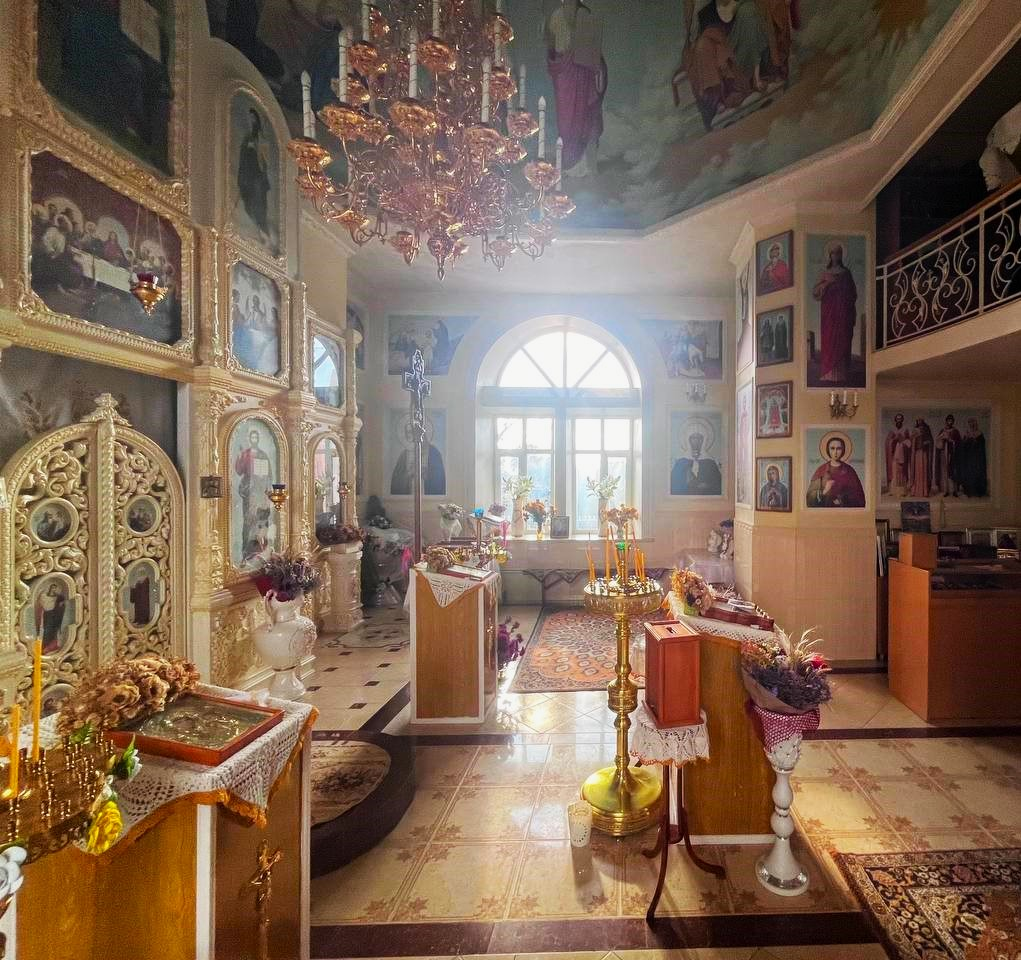
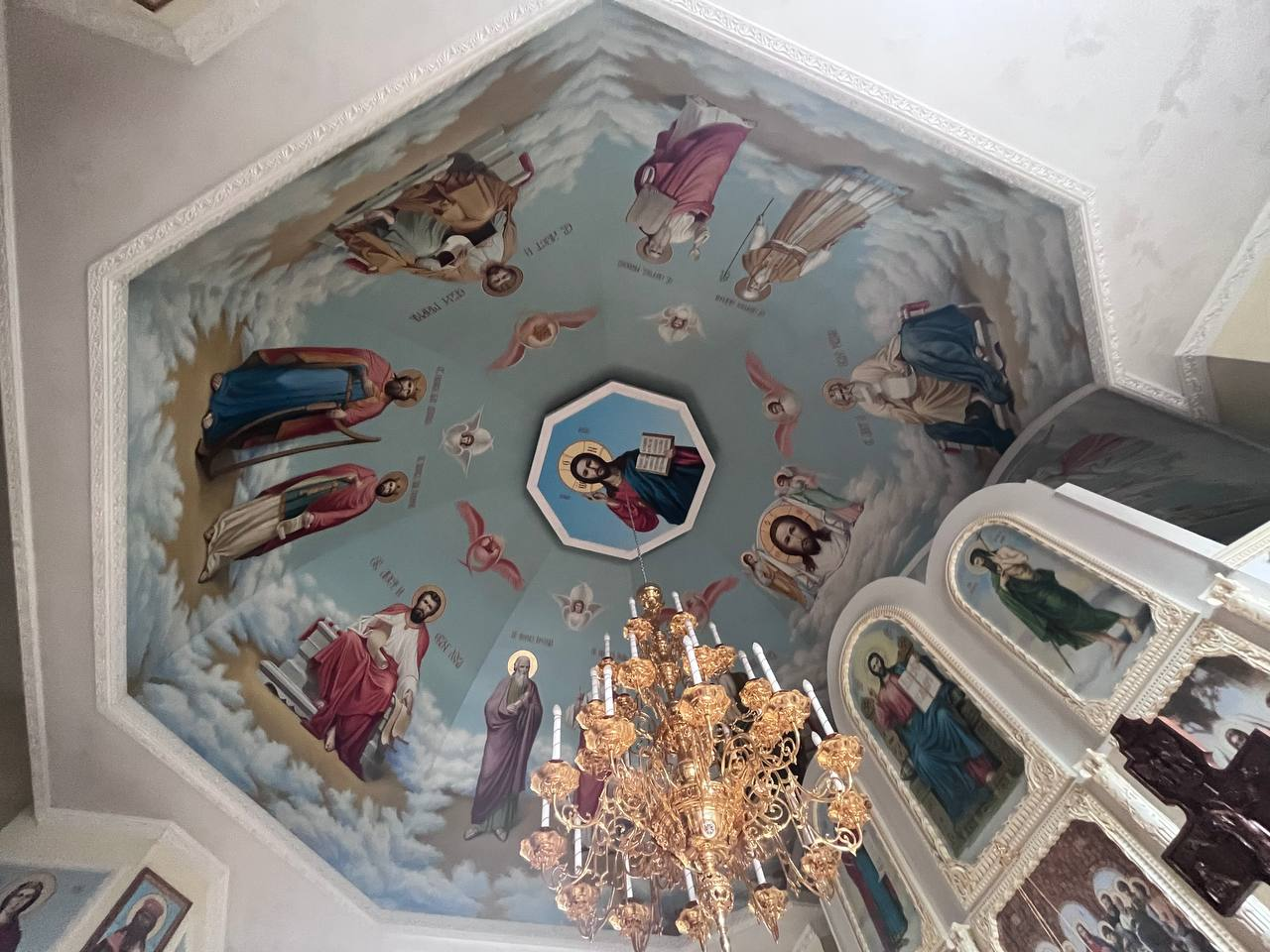